# (10259) Осиповюрий
(10259) Осиповюрий (лат. Osipovyurij) — типичный астероид главного пояса, открыт 18 апреля 1972 года советским астрономом Тамарой Смирновой в Крымской астрофизической обсерватории и 9 мая 2001 года назван в честь советского и российского математика и механика Юрия Осипова.

## Обнаружение и именование
(10259) Осиповюрий
Открыт 18 апреля 1972 года в Крымской астрофизической обсерватории Т. М. Смирновой.
Юрий Сергеевич Осипов (р. 1936) — выдающийся российский математик и механик, известный во всем мире как специалист в области теории управления, а также теории дифференциальных уравнений и её приложений. С 1991 года является президентом Российской академии наук.
Оригинальный текст (англ.)10259 Osipovyurij
Discovered 1972 Apr. 18 by T. M. Smirnova at the Crimean Astrophysical Observatory.
Yurij Sergeevich Osipov (b. 1936) is an outstanding Russian mathematician and mechanician, known worldwide as an expert in the theory of control, as well as in the theory of differential equations and its applications. Since 1991 he has been president of the Russian Academy of Sciences.
Источники: 20010509/MPCPages.arc; M.P.C. 42670.

## Орбита

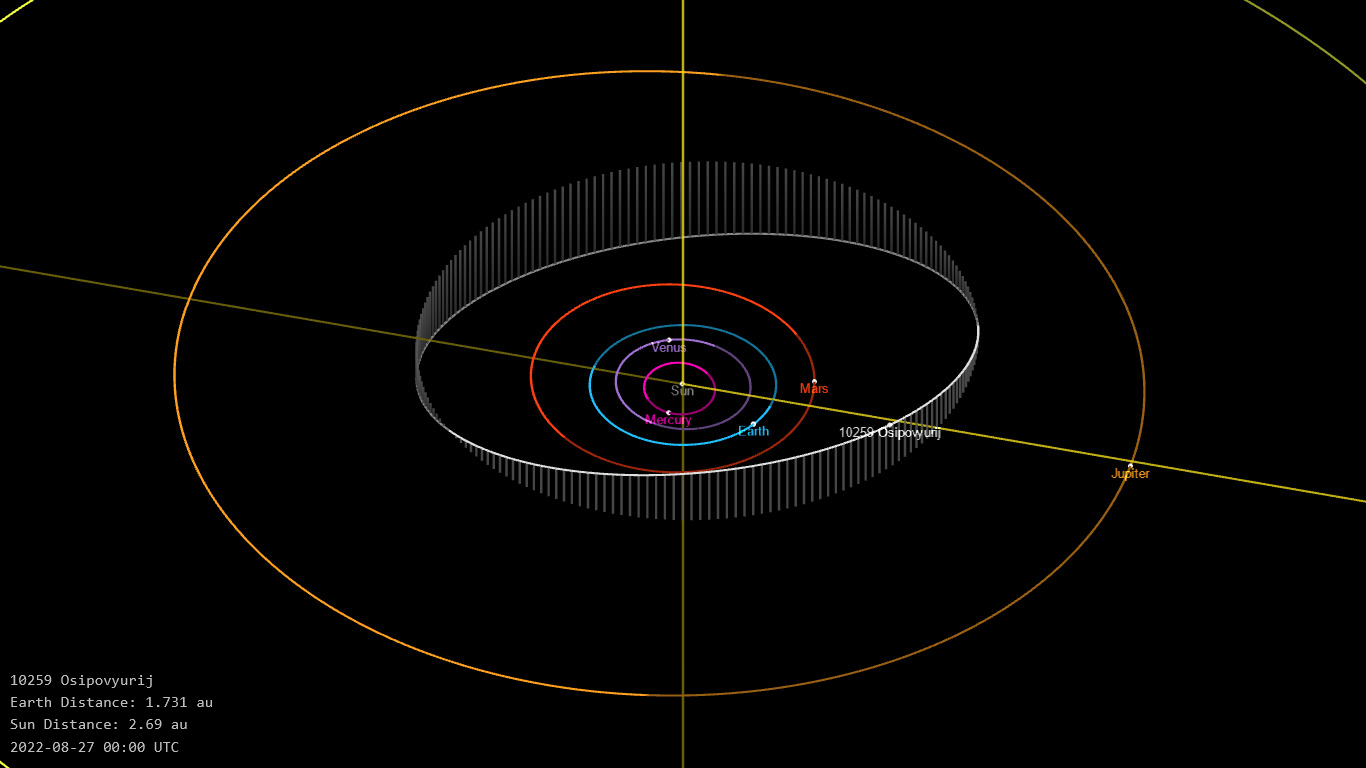
Орбита астероида Осиповюрий и его положение в Солнечной системе

## Физические характеристики
Из наблюдений телескопа VISTA следует, что астероид относится к таксономическому классу Cgx.
По результатам наблюдений в инфракрасном диапазоне орбитальной обсерватории IRAS и спутника Akari и наблюдений в видимом и ближнем инфракрасном диапазоне космического телескопа NEOWISE диаметр астероида сначала оценивался равным 20,16±1,1 км, позже — 21,518±0,058 км, 18,34±0,91 км, 16,03±4,46 км, 18,534±5,434 км и 14,008±3,603 км, 20,602±0,117 км. Согласно тем же источникам альбедо оценивается как 0,0523±0,006, 0,0432±0,0008, 0,072±0,008, 0,06±0,07, 0,0564±0,0414 и 0,0718±0,0521, 0,050±0,006.